# Argyrolepidia neurogramma
Argyrolepidia neurogramma là một loài bướm đêm trong họ Noctuidae.